# Instituto de Energia Nuclear
O Instituto de Energia Nuclear ( IEN ) é uma associação comercial da indústria nuclear nos Estados Unidos, com sede em Washington, DC.

## Sinopse
O Instituto de Energia Nuclear representa a indústria de tecnologias nucleares nos Estados Unidos. A missão declarada do IEN “é promover o uso e o crescimento da energia nuclear por meio de operações eficientes e políticas eficazes”.
O IEN atua em questões legislativas e regulatórias que impactam o setor nuclear, como a preservação de centrais nucleares e o armazenamento de combustível nuclear usado.
A associação representa os interesses da indústria nuclear perante o Congresso e a Comissão Reguladora Nuclear dos Estados Unidos (Nuclear Regulatory Commission).     O IEN produz  frequentemente relatórios de pesquisa e  testemunha em audiências quer do Congresso federal, quer de legislaturas estaduais.
A indústria de energia nuclear que o IEN representa inclui: geração comercial de eletricidade, medicina nuclear, incluindo diagnóstico e terapia, processamento de alimentos e aplicações agrícolas, aplicações industriais e de manufatura, mineração e processamento de urânio, fabricação de combustível nuclear e materiais radioativos, transporte de materiais radioativos e gestão de resíduos nucleares.
O IEN é governado por um conselho de administração de 47 membros. O conselho inclui representantes das 27 empresas de serviços nucleares do país, designers de centrais nucleares, empresas de arquitetura/engenharia e empresas ligadas ao ciclo de combustível nuclear. Dezoito membros do conselho atuam no comitê executivo, que é responsável pelos negócios e assuntos políticos do IEN.

## Projetos atuais
Além da sua missão principal, o IEN também patrocina uma série de iniciativas de comunicação pública para obter apoio para a indústria e a expansão de energia nuclear, várias das quais têm sido atacadas por ambientalistas e ativistas antinucleares. Em 2006, a NEI fundou a Coalizão de Energia Limpa e Segura (CASEnergy) para ajudar a reunir apoio local em todo o país para novas construções nucleares. Os co-presidentes da coalizão são Patrick Moore, ex-membro da Greenpeace, e a ex-secretária da Agência de Proteção Ambiental dos Estados Unidos (EPA) e ex-governadora do estado de Nova Jersey, Christine Todd Whitman . Em abril de 2006, a CASEnergy contava com 427 organizações e 454 indivíduos como membros.
Em Abril de 2004, o Austin Chronicle noticiou que a NEI contratou o Potomac Communications Group para escrever colunas de opinião pró-nucleares,  que seriam enviadas aos jornais locais em nome de residentes locais.

## Advocacia
Um dos principais focos do INE é defender políticas que promovam usos benéficos da energia nuclear. O IEN utiliza a Estratégia Nacional de Energia Nuclear, que tem quatro pontos principais a atingir ao orientar políticas nucleares: preservar, sustentar, inovar e prosperar. A preservação visa manter e preservar as atuais centrais nucleares que ainda estão atualmente em uso. A sustentação é outro ponto que é utilizado para orientar as políticas nucleares. O seu objetivo é sustentar as operações das centrais nucleares existentes através de práticas mais eficientes e regulamentações mais inteligentes. O ponto de inovação enfatiza a criação de novas tecnologias nucleares com o objetivo de produzir energia mais verde. Por fim, prosperar indica que é essencial o bom desempenho no mercado global de energia nuclear para a liderança dos Estados Unidos.
Para além da advocacia política, o IEN também se dedica a defender as vantagens da energia nuclear. O IEN defende que, algumas das principais vantagens da energia nuclear são os benefícios climáticos, a segurança nacional, o desenvolvimento sustentável, infraestrutura e maior qualidade do ar. Tendo em conta que, a energia nuclear beneficiará o clima ao contribuir para a descarbonização da produção de eletricidade. O IEN também argumenta que, o facto do país ser líder no desenvolvimento de energia nuclear, contribui para um papel de liderança global. As centrais nucleares, ao serem independentes, seriam capazes de funcionar independentemente de problemas da rede elétrica ao seu redor, o que seria uma vantagem para os Estados Unidos. Para além disso, o desenvolvimento sustentável proveniente do aumento da produção de energia nuclear é considerado como benéfico pelo IEN. Em termos sociais, o IEN afirma que a energia nuclear tem o potencial de ajudar na redução da pobreza, da fome e de economias estagnadas. Isto porque, a energia nuclear forneceria energia limpa, segura e a um custo baixo.
Segundo o IEN, a infraestrutura americana não foi capaz de acompanhar o rápido aumento das necessidades de energia dos americanos. Para prevenir o aumento das disparidades entre a energia necessária e a expansão de infraestrutura, o IEN promove a continuação da operação das centrais nucleares existentes. Já que, quando uma central nuclear é fechada, esta desaparece para sempre. O IEN também defende uma expansão na infraestrutura de energia nuclear pela criação de centenas de empregos provenientes de forma consistente nos próximos anos por esta atividade.
O IEN promove a energia nuclear que alega ser a maior fonte de energia limpa nos Estados Unidos, já que produziria mais de metade da eletricidade limpa do EUA. Devido às baixas emissões da energia nuclear, esta atuaria como uma opção benéfica para os estados ao tentar cumprir a Lei do Ar Limpo.